# 전연

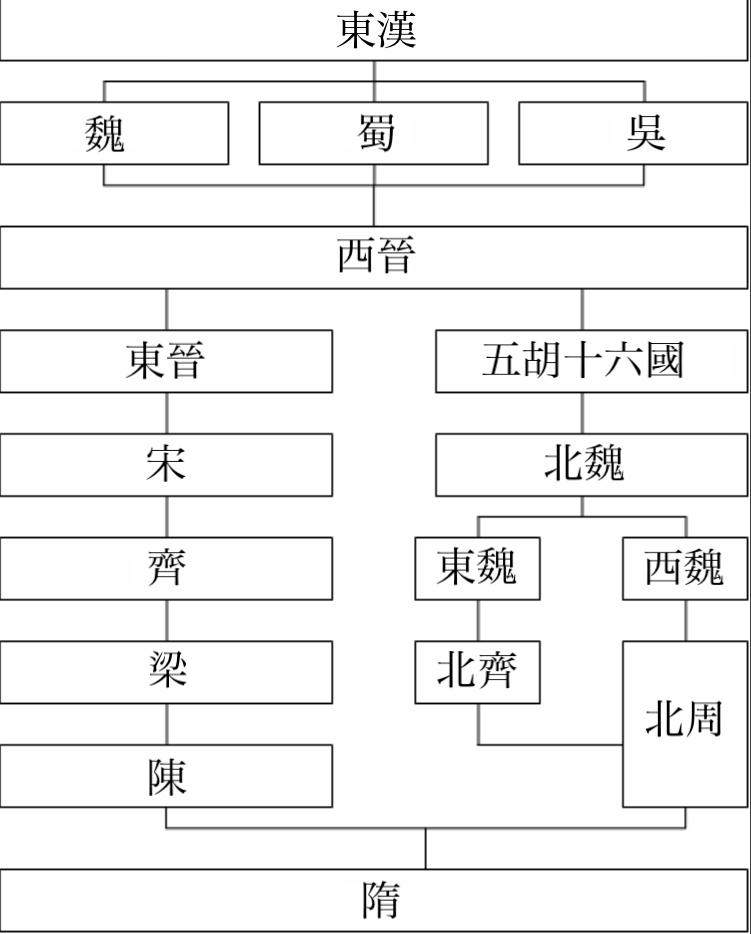
위진 남북조 시대(220~589) 왕조들의 계통도: 위진 시대는 220~420, 남북조 시대는 439~589

전연(前燕, 337년 ~ 370년)은 오호십육국 시대 선비족의 일파인 모용부의 수장 모용황에 의해 건국된 나라이다. 국호는 연(燕)이지만, 동시대에 같은 이름을 가진 나라가 5개(전연·후연·서연·남연·북연)나 되기 때문에, 제일 첫 번째로 건국된 이 나라를 전연이라고 부르며 구별하였다.

## 역사
선비족의 분파 중 하나인 모용부는 요서 일대를 근거지로 살던 부족으로 서진에 복종하면서 선비의 다른 부족들과 항쟁을 벌였다. 모용부의 대인(大人) 모용외는 307년부터 선비대선우를 자칭하고 자립하였다. 모용외는 혼란에 빠진 서진의 유민들을 받아들여 세력을 강화하였으며, 319년 서진의 동이교위(東夷校尉) 최비(崔毖)를 물리치면서 요동 지방의 패권을 획득하였다.
333년에 모용외의 뒤를 이은 모용황은 내분을 진압하고 337년에 연왕을 자칭하니, 이것이 전연의 건국이다. 338년에는 단부를 공격하였으며, 후조의 침입을 물리쳤다. 이후 후조와 대립하는 한편, 고구려, 선비족의 다른 일파인 우문부 등을 공격하기도 하였다. 341년에는 용성으로 수도를 정했다.
348년 모용황의 뒤를 이어 즉위한 모용준은 후조 멸망의 혼란을 틈타 350년에 유주 일대를 점령하고 기주를 공격하였다. 352년에는 염위를 멸망시키고 하북 지역을 점령하였으며 황제에 즉위하였다. 353년에는 업으로 천도하였다. 이후 영토 확장에 주력하여 화북의 동쪽 지역을 장악하였다.
360년, 모용준의 뒤를 이어 모용위가 즉위하였다. 모용위는 나이가 어려 백부인 모용각이 섭정하였는데, 모용각의 섭정 기간에는 선정을 베풀어 태평성대를 누렸다. 그러나 367년에 모용각이 죽자 모용평이 실권을 잡고 부패한 정치를 하면서 전연의 국력은 쇠퇴하였다. 369년에 동진의 환온이 북벌군을 일으켜 연나라를 공격하였는데 전진의 구원군과 모용수의 활약으로 물리쳤다. 모용평은 모용수의 전공을 두려워하여 모용수를 죽이려고 하였고, 모용수는 전진으로 망명하였다. 370년, 전진의 부견의 침입을 받아 항복함으로써 전연은 멸망하였다.

## 역대황제일람
| 대수  | 묘호             | 시호                              | 휘             | 연호                                              | 재위기간      | 능호           |
| ----- | ---------------- | --------------------------------- | -------------- | ------------------------------------------------- | ------------- | -------------- |
| -     | 연 고조 (燕高祖) | 무선황제 (武宣皇帝) (경소제 추증) | 모용외(慕容廆) | -                                                 | -             | -              |
| 제1대 | 연 태조 (燕太祖) | 문명황제 (文明皇帝) (경소제 추증) | 모용황(慕容皝) | -                                                 | 337년 ~ 348년 | 용평릉(龍平陵) |
| 제2대 | 연 열조 (燕烈祖) | 경소황제 (景昭皇帝)               | 모용준(慕容儁) | 원새(元璽) 352년 ~ 357년 광수(光壽) 357년 ~ 360년 | 348년 ~ 360년 | 용릉(龍陵)     |
| 제3대 | -                | 유황제 (幽皇帝) (신흥후<新興侯>)  | 모용위(慕容暐) | 건희(建熙) 360년 ~ 370년                          | 360년 ~ 370년 | -              |

## 같이 보기
- 선비족
- 오호